# Pädagogische Hochschule Salzburg

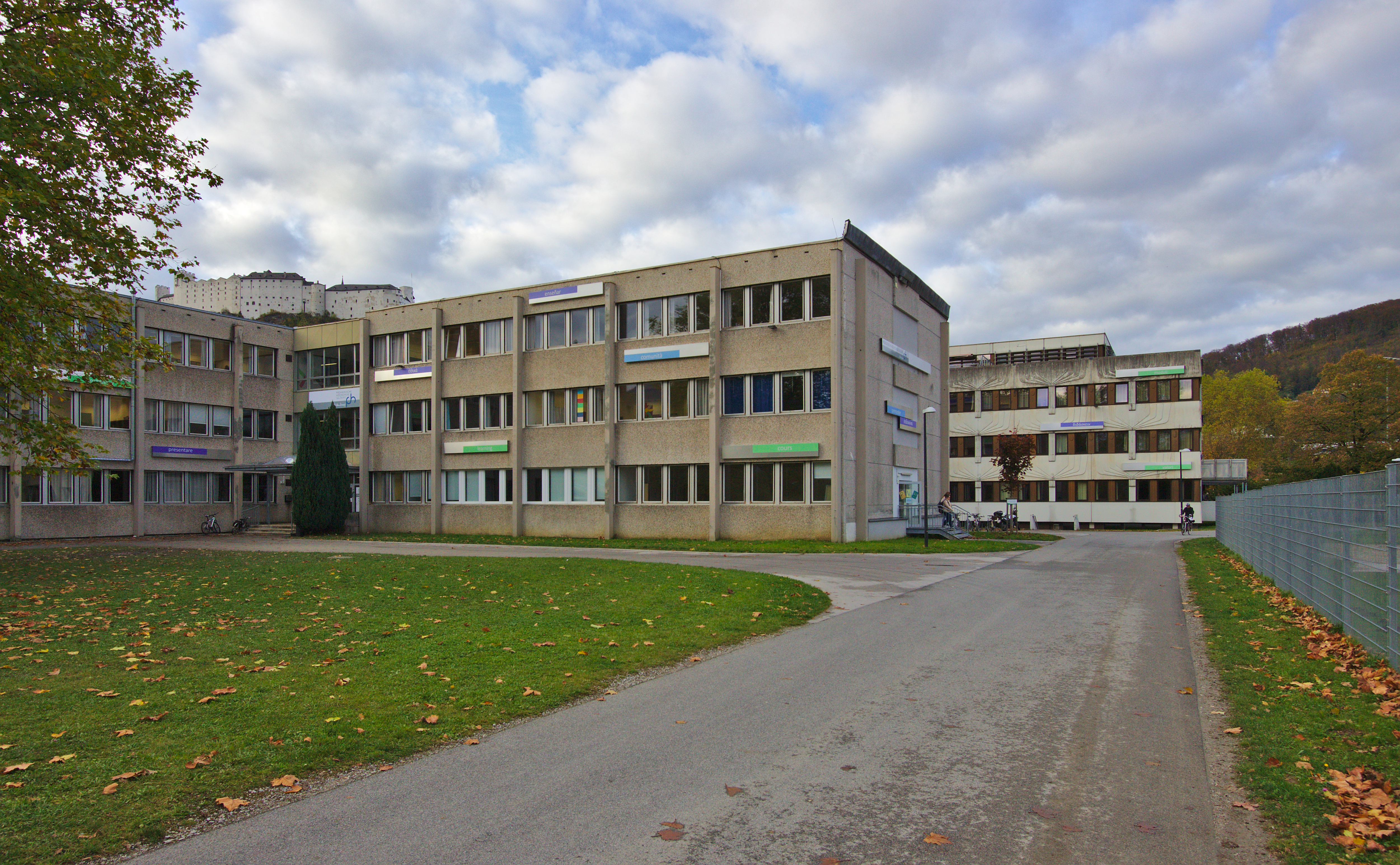
Pädagogische Hochschule Salzburg

Die Pädagogische Hochschule Salzburg ist ein Zentrum der Aus-, Fort- und Weiterbildung für Lehrer in Salzburg in Österreich. Sie ist eine Einrichtung des Bundes.

## Geschichte
Die Pädagogische Hochschule Salzburg ist Nachfolgerin der Pädagogischen Akademie, bzw. der weiter zurückliegenden Lehrerbildungsanstalt. Am 27. November 2014 benannte sie sich nach dem Schriftsteller Stefan Zweig Pädagogische Hochschule Salzburg Stefan Zweig. Rektorin ist Daniela Martinek.

## Architektur

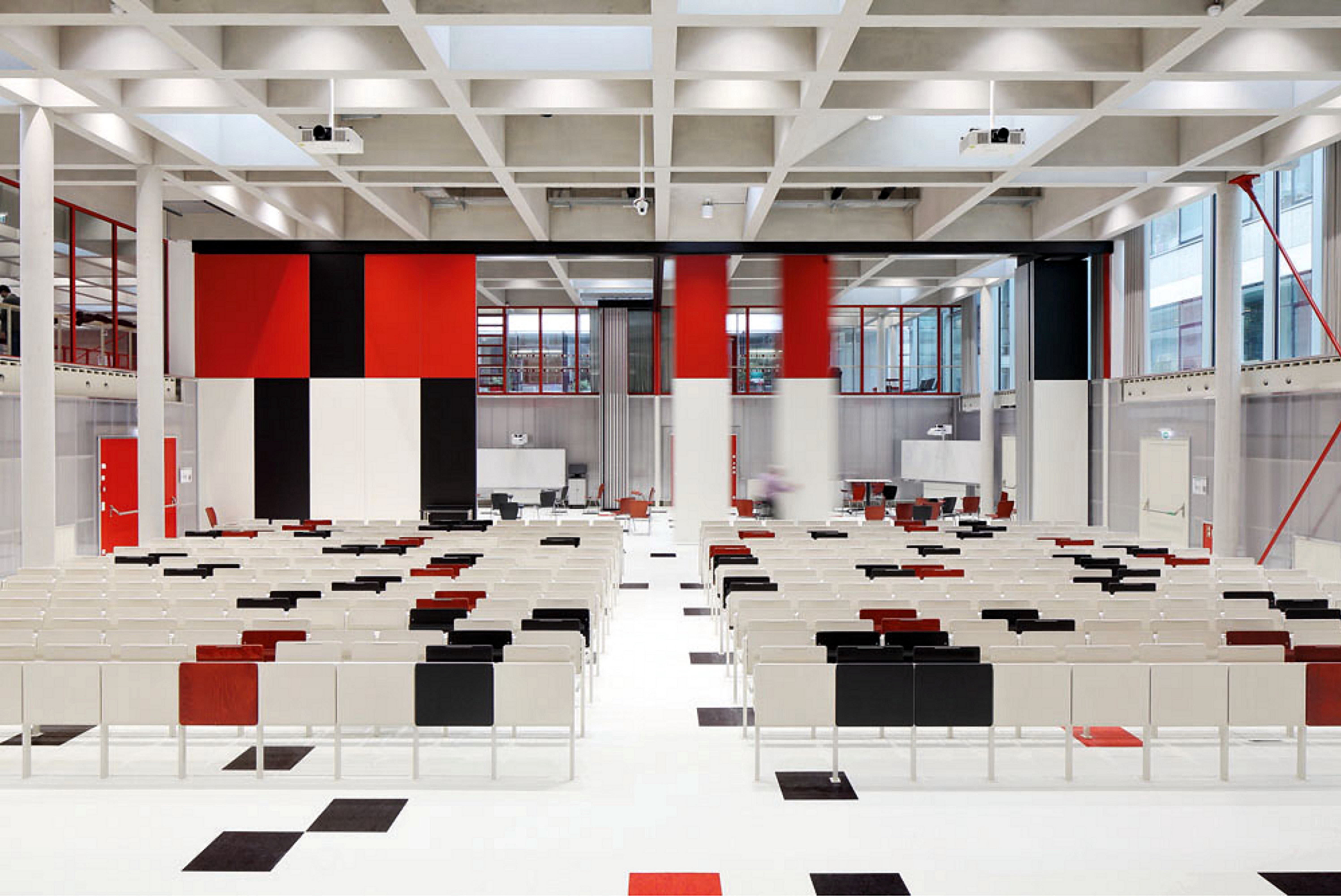
Sanierung und Erweiterung der PH Salzburg, abgesenkter Vortragssaal zwischen zwei Altbauten (2020)

"Das im Stadtteil Nonntal gelegene Gebäudeensemble, in dem sich die Pädagogische Hochschule Salzburg befindet, stammt aus den 1960er Jahren. Ziel des langjährigen Planungsprozesses war es, den Charakter der Plattenbauten an der Akademiestraße zu erhalten und den Bestandsbau im Sinne der Nachhaltigkeit mit neuem Leben zu füllen und in eine zeitgemäße Bildungseinrichtung zu transformieren". Nach sorgfältiger Abwägung zwischen den Optionen Abbruch oder Sanierung und Erweiterung entschied man sich für Letzteres. Während "die vorhandene Struktur ein hervorragendes Gerüst für die Neunutzung mit einem offenen Grundrisskonzept bot, wurden die notwendigen Erweiterungsflächen in einem ebenerdigen Verbindungsbau untergebracht, der die beiden Bestandsbaukörper verbindet. Er bietet Platz für ein neues Entrée, eine vielfach nutzbare Foyerlandschaft, Buffet mit Speisesaal, Seminarräume sowie einen zweigeschoßigen Hörsaal". Das Projekt wurde im Jahr 2013 mit dem 1. Preis ausgezeichnet und 2020 fertiggestellt und mit dem Österreichischen Bauherrenpreis 2022 ausgezeichnet.
Inzwischen wurde auch die Sanierung und Erweiterung der Praxismittelschule der Pädagogischen Hochschule per Architektenwettbewerb entschieden. Das mit dem 1. Preis ausgezeichnete Projekt befindet sich im Planungsstadium, als voraussichtlicher Baubeginn ist der Sommer 2025 vorgesehen.

## Aufgaben
An der Pädagogischen Hochschule Salzburg werden Studiengänge für die Lehrämter an Volksschulen, Hauptschulen/Neue Mittelschulen/AHS/PTS/Berufsbildung (im Verbund Mitte), sowie Elementarpädagogik angeboten. Die Pädagogisch Hochschule Salzburg bietet auch ein Fort- und Weiterbildungsprogramm für Lehrer.

## Studiengänge

### Ausbildung – Lehramt für
- Neue Mittelschule, AHS und berufsbildenden höheren Schulen (Bachelor of Education): Das Bachelorstudium umfasst 240 ECTS-Credits, das neue Masterstudium 120 ECTS.
- Technisch gewerblichen Fachunterricht an Mittleren und Höheren Schulen (Bachelor of Education): Das Bachelorstudium umfasst 240 ECTS-Credits und schließt mit dem akademischen Grad „Bachelor of Education“ ab.
- Bachelor- und Masterstudium Primarstufe: Das Bachelorstudium umfasst 240 ECTS, das neue Masterstudium mindestens 60 ECTS.
- Studium Bachelor Elementarpädagogik: Das Bachelorstudium umfasst 180 ECTS.[10]

### Fort- und Weiterbildung
- Fortbildungsveranstaltungen für Landeslehrer
- Fortbildungsveranstaltungen für Bundeslehrer
- Hochschullehrgang Freizeitpädagogik
- Hochschullehrgang Sprachheilpädagogik[11]

### Institute
- FWB Grundstufe u. Koordination Sekundarstufe I
- FWB Sekundarstufe II
- Bildungswissenschaften und Forschung
- Gesellschaftliches Lernen und Politische Bildung
- Didaktik, Unterrichts- und Schulentwicklung

### Servicestellen
- Servicestelle Bachelorstudien
- Servicestelle Beratungszentrum zeit.raum
- Servicestelle International Office
- Servicestelle Projektbüro A-Z
- Servicestelle Masterstudien / Lehrgänge[12]

### Zentren
- Kompetenzzentrum für Diversitätspädagogik
- Kompetenzzentrum für Medienpädagogik und eLearning
- Kompetenzzentrum für Neue Lernformen
- Bundeszentrum für Gesellschaftliches Lernen
- Bundeszentrum für Begabungsförderung und Individualisierung[13]